# Rumelifeneri
Rumelifeneri est un village de pêcheurs de la province d'Istanbul en Turquie. Sa position à l'embouchure du Bosphore dans la mer Noire en fait un lieu stratégique, on y trouve un phare et les ruines d'un fort.

## Géographie
Rumelifeneri est un village du district de Sarıyer dans le nord d'Istanbul, côté européen, c'est-à-dire sur la côte ouest du Bosphore. Il se situe à l'endroit même où le détroit rejoint la mer Noire. Sa population était de 2 337 habitants en 2010.

## Toponymie
Rumelifeneri doit son nom au phare qui le domine, le Rumeli Feneri. Le mot « Rumeli » désigne la Roumélie, c'est-à-dire la partie européenne de la Turquie, tandis que « feneri » signifie simplement phare.
Dans l'antiquité, le village était connu sous le nom de Panium.

## Activités

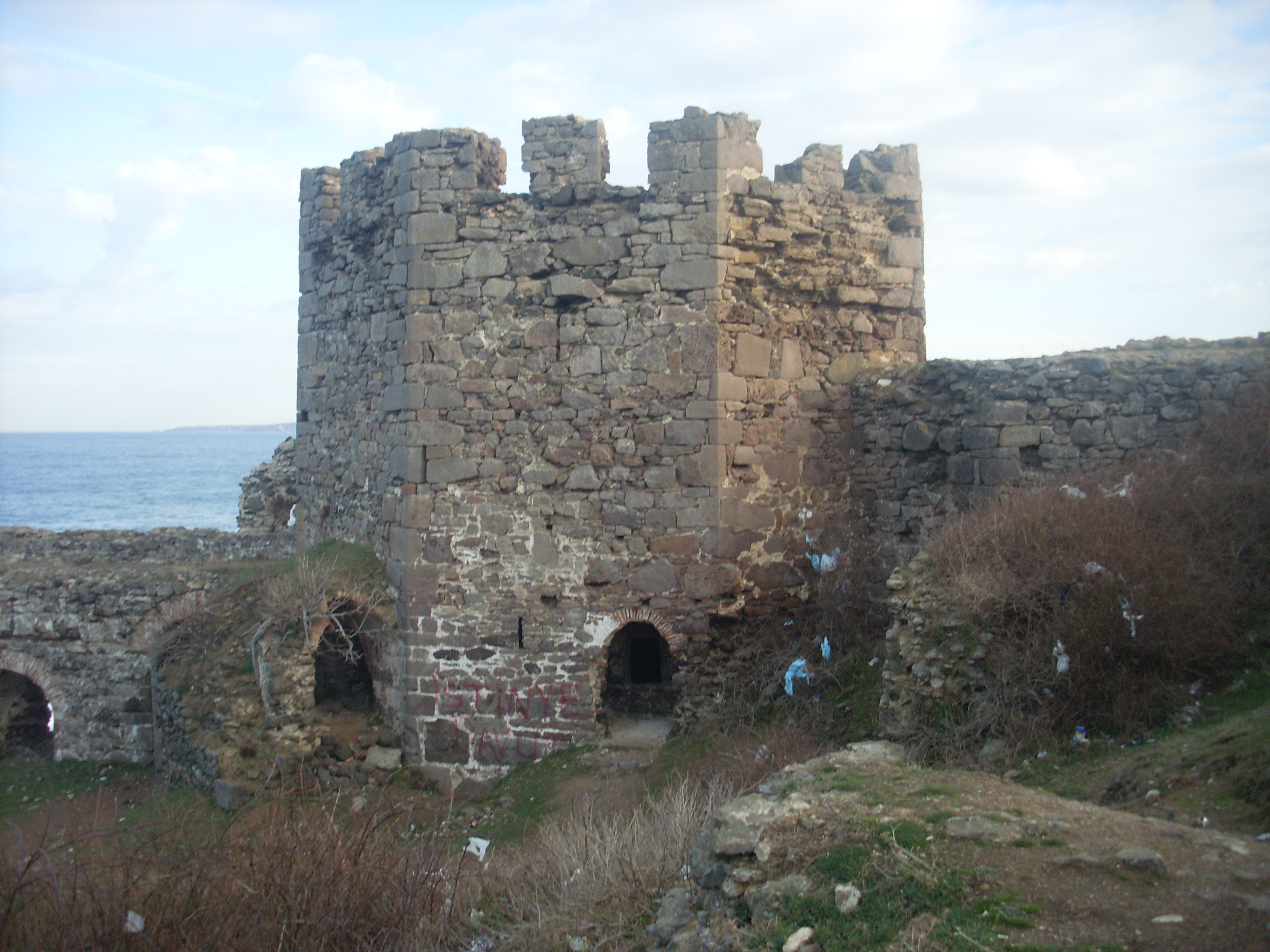
Le fort.

L'activité économique est tournée vers la mer. Rumelifeneri dispose d'un petit port de pêche à l'abri d'une imposante jetée.
Le phare, de forme octogonale et haut de 30 mètres, est situé sur les hauteurs du village à une altitude de 58 mètres. Construit par la France durant la guerre de Crimée, il est entré en service en 1856. Il est resté sous contrôle français jusqu'en 1933, année durant laquelle la concession centenaire a été annulée par les autorités turques. 
Le fort de Rumelifeneri (turc : Rumelifeneri Kalesi) a été construit au XVIIIe siècle sous le règne de Selim III. Il s'agit d'une enceinte de 70 mètres de long et d'environ 50 mètres de large, flanquée de deux tours. C'est l'un des nombreux ouvrages militaires que l'on trouve de part et d'autre du Bosphore. Il servait encore de poste d'observation pendant la Seconde Guerre mondiale.
Facilement accessible depuis le centre d'Istanbul, Rumelifeneri est une destination d'escapade pour les habitants de la mégalopole turque. On y trouve quelques restaurants.